# Ophthalmitis rufilauta
Ophthalmitis rufilauta är en fjärilsart som beskrevs av Louis Beethoven Prout 1925. Ophthalmitis rufilauta ingår i släktet Ophthalmitis och familjen mätare. Inga underarter finns listade i Catalogue of Life.

## Bildgalleri

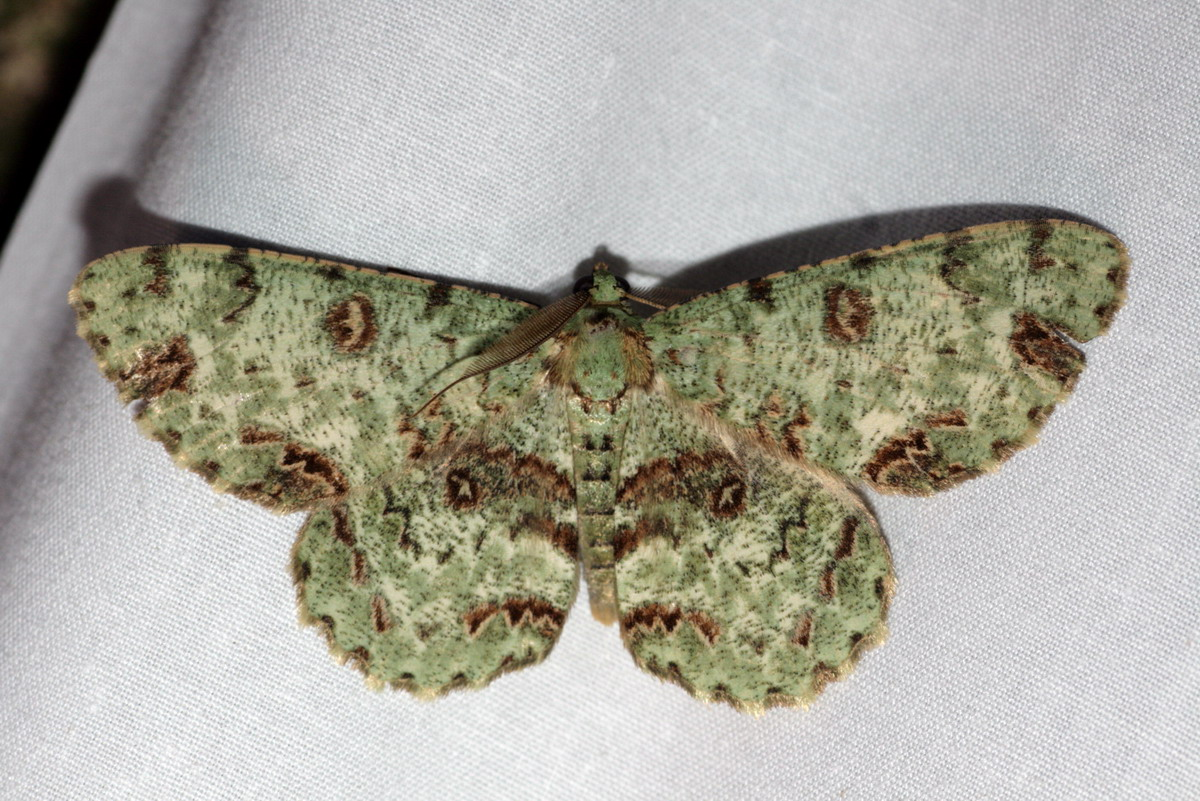
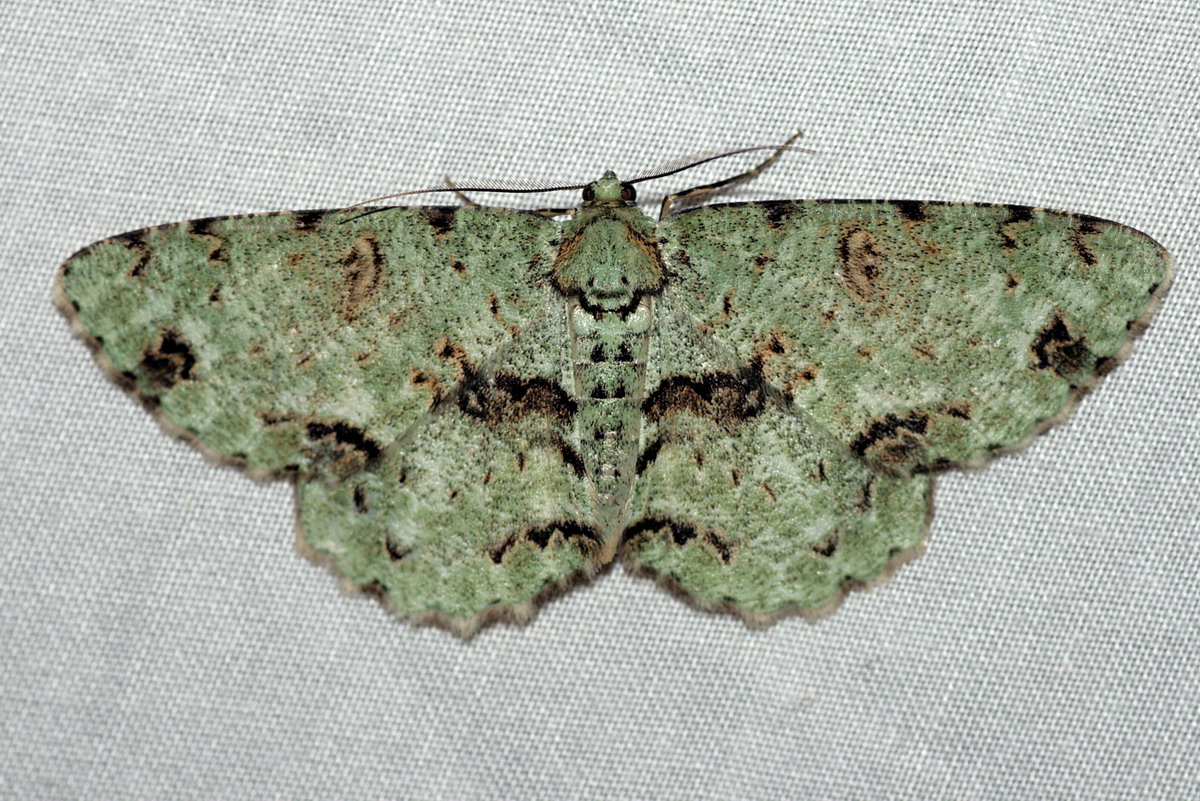